# Expedición Transglobe

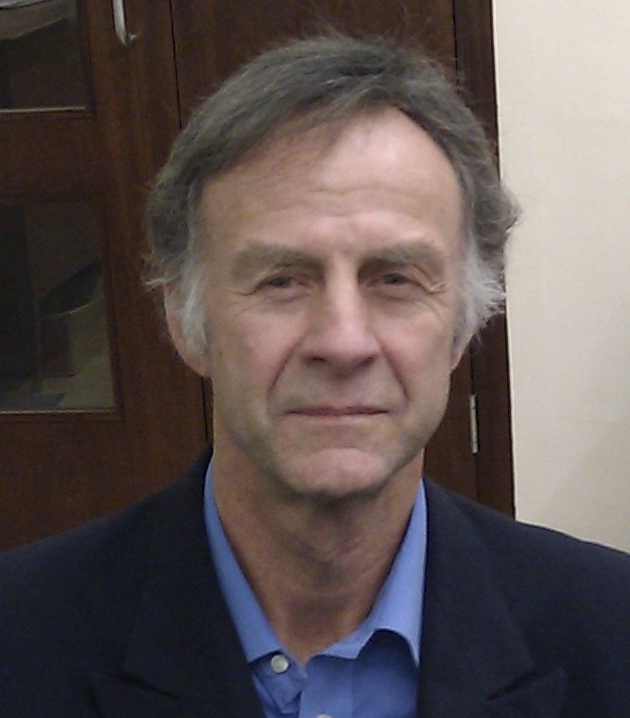
Ranulph fiennes

La expedición Transglobe (del inglés: Transglobe Expedition) fue una expedición polar que logró realizar la primera circunnavegación circumpolar —es decir, pasando por ambos polos terrestres— usando solo medios de transporte de superficie. En 1979, los aventureros británicos sir Ranulph Fiennes (1944) y Charles R. Burton (1942–2002), con un amplio grupo de apoyo que viajó a bordo del M.H. Benjamin Bowring, se propusieron hacer la primera navegación circumpolar, viajando alrededor del mundo en «vertical», atravesando los de los polos. Partiendo de Greenwich, en el Reino Unido, fueron al sur, llegando al Polo Sur el 17 de diciembre de 1980. Durante los siguientes 14 meses fueron de nuevo al norte, hasta alcanzar el Polo Norte el 11 de abril de 1982. Viajando al sur una vez más, estaban de regreso en Greenwich el 29 de agosto de 1982.
La ruta de unos 160 000 km llevó al equipo de la Expedición Transglobe, a cruzar por tierra África —a través del Sahara y Tombouctou, por los pantanos y selvas de Malí y Costa de Marfil hasta Abiyán—, luego siguieron por mar por el Atlántico hasta Ciudad del Cabo y después hasta la Antártida —que cruzaron a pie sobre los enormes campos de grietas sin explorar pasando por el polo Sur— de nuevo por mar por el Pacífico —con etapas en Auckland, Sídney, Los Ángeles y Vancouver— hasta la desembocadura del río Yukón, luego en una travesía continental por Norteamérica —remontando en una lancha el Yukón y descendiendo el río Mackenzie— hasta el mar de Beaufort, luego recorriendo el inhóspito Paso del Noroeste, cementerio de tantos partícipes famosos, para llegar a pie al Polo Norte y regresar por las Svalbard tras haber superado los peligros impredecibles del océano Ártico.
Oliver Shepard (1946), otro aventurero británico, tomó parte en la etapa de ida de la expedición antártica.

## La etapa del Paso del Noroeste
Como una de las etapas parte de la expedición, Fiennes y Burton completaron la travesía del Paso del Noroeste. Dejaron Tuktoyaktuk, en la costa canadiense del mar de Beaufort, no lejos del delta del río Mackenzie, el 26 de julio de 1981, en una embarcación abierta de 18 pies Morgan Stanley y alcanzaron 36 días después, el 31 de agosto de 1981, el fiordo Tanquary, en la parte centrooccidental de la isla Ellesmere. Su viaje fue el primer tránsito en bote del Paso del Noroeste de oeste a este, y comprendió unos 4800 km, tomando una ruta a través del estrecho Dolphin y Unión y siguiendo la costa sur de las islas Victoria y King William, luego hacia el norte, a través del estrecho Franklin y el Peel Sound, hasta Resolute Bay (en el lado sur de la isla Cornwallis). Siguieron alrededor de las costas sur y este de la isla Devon, a través de la Hell Gate (cerca del estrecho Cardigan) y cruzaron la Norwegian Bay hasta la base de Eureka, Greely Bay y la cabeza del fiordo Tanquary.
Entre Tuktoyaktuk y el fiordo Tanquary viajaron a una velocidad media de alrededor de  80 km/día (70 millas náuticas). Una vez que llegaron al fiordo Tanquary tuvieron que caminar 240 km por tierra, a través del lago Hazen, hasta la base de Alert, en la costa septentrional de la isla Ellesmere en aguas del mar de Lincoln, antes de establecer su campamento base de invierno para afrontar la travesía hasta el Polo Norte.